# Omsättningshyra
Omsättningshyra är en avtalsform för lokalhyra, i första hand för butikslokaler. Omsättningshyra innebär att hyran baserar sig på företagets försäljning, genom att en viss procentsats av omsättningen skall betalas i hyra. Utöver denna procentsats finns ofta en fast minimihyra. Omsättningshyra innebär att hyresvärdens intäkter blir konjunkturberoende. Anledningen till att avtalsformen ändå tillämpas, trots denna risk för hyresvärden, är att många hyresgäster är beredda att betala genomsnittligt mer i hyra om hyran beror på deras betalningsförmåga.